# ムラサキヤマドリタケ
ムラサキヤマドリタケ（紫山鳥茸、学名: Boletus violaceofuscus）はイグチ目イグチ科ヤマドリタケ属の中型から大型の食用キノコ。傘や柄が紫色で、柄に網目模様があるのが特徴。和名は、傘、柄ともに紫色で、ヤマドリタケ属のキノコに由来することから名付けられている。

## 生態
日本各地（山形・東京・静岡・滋賀・京都、四国、九州）、および中国（雲南省・四川省）、台湾、韓国などに分布する。
外生菌根菌（共生性）。夏から秋にかけて、通常はコナラ、クヌギ、シイ、カシなどブナ科を主とした広葉樹林、またはマツが混じった雑木林、稀にブナ・ミズナラ林などの地上に発生し、しばしば群生する。紫色をしているため森の中では目立たないが、神社の木陰や公園でも見つかることがある。7 - 8月の暑い時期に生えることが多い。梅雨時と秋の彼岸ごろに多く発生するともいわれている。

## 形態
子実体は傘と柄からなる。傘の径は5 - 10センチメートル (cm) 。はじめ半球形で、のちに丸山形から扁平に開く。傘表面はなめらかでしわがあり、湿るとやや粘性を示し、暗紫色から黄色やオリーブ色、褐色などが混じった斑模様など変化がある。意外と個体差もあって、紫色にきれいな斑点が入ったものが典型的であるが、どら焼きのような見た目のものもある。傘裏は管孔状で、はじめは白色であるが、のちに淡黄色から黄褐色になる。管孔部は柄に対して湾生または上生する。孔口は小型で円形、長さ7 - 13ミリメートル (mm) 、幼時は白色の菌糸で覆われるが、成熟すると孔がはっきりして汚ない麦藁色になる。傘や軸が薄茶色のヤマドリタケモドキ（Boletus reticulatusz）と同じ場所で一緒に生えている場合、傘の色や模様が似ることがある。
柄は中実で、長さ7 - 9 cm、太さ1.2 - 1.5 cm、上下同大か下の方が太くなる。柄の表面は暗紫色から赤紫色の地色に、白色で隆起した縦長の網目模様がある。肉は白色で厚みがあり、幼時は堅いがのちに軟化し、空気に触れても変色しない。
担子胞子は14 - 18 × 5.5 - 6.5マイクロメートル] (μm) の類紡錘形で、褐色、非アミロイド性。胞子紋はオリーブ褐色。

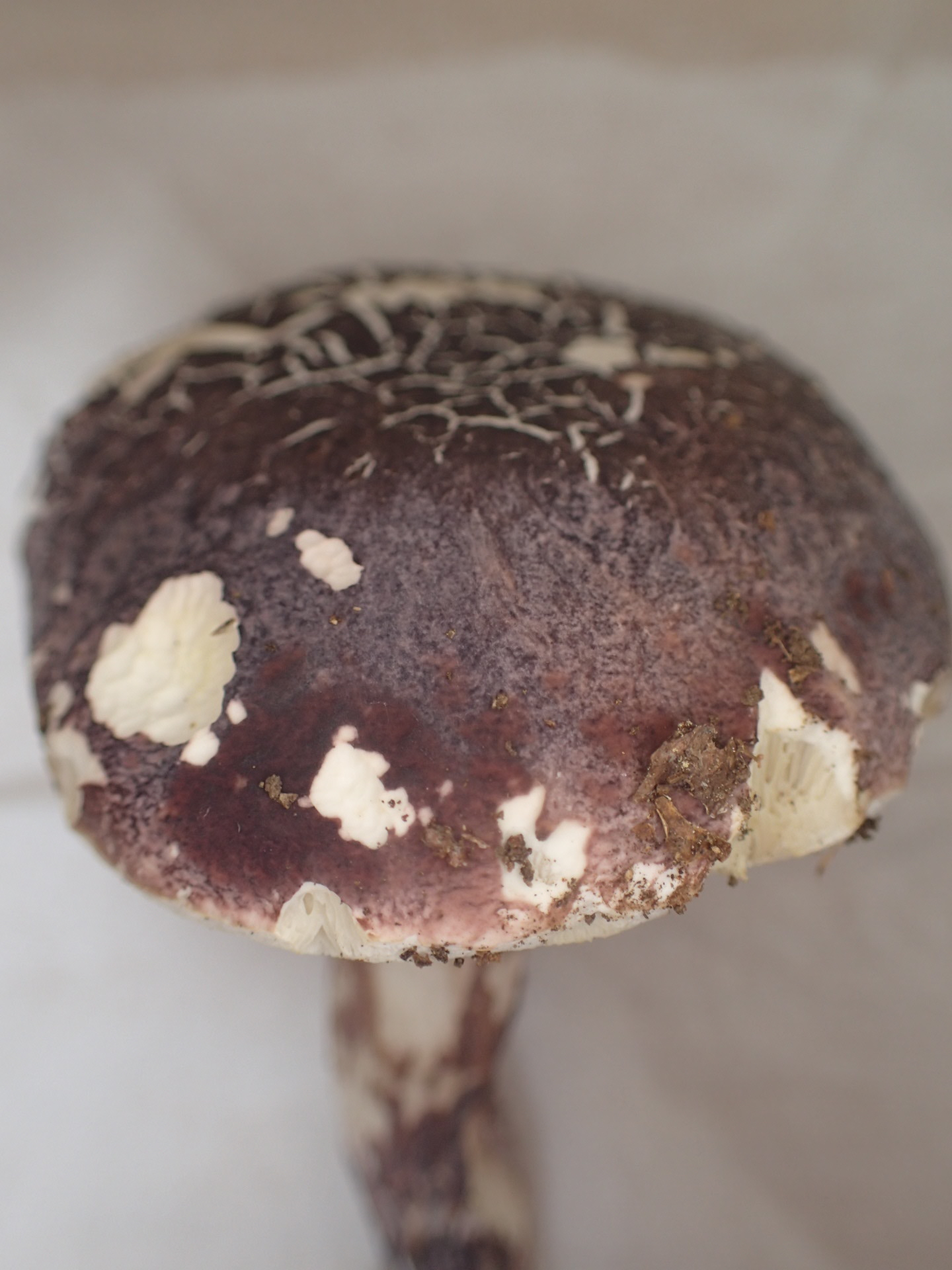
傘表面は暗紫色
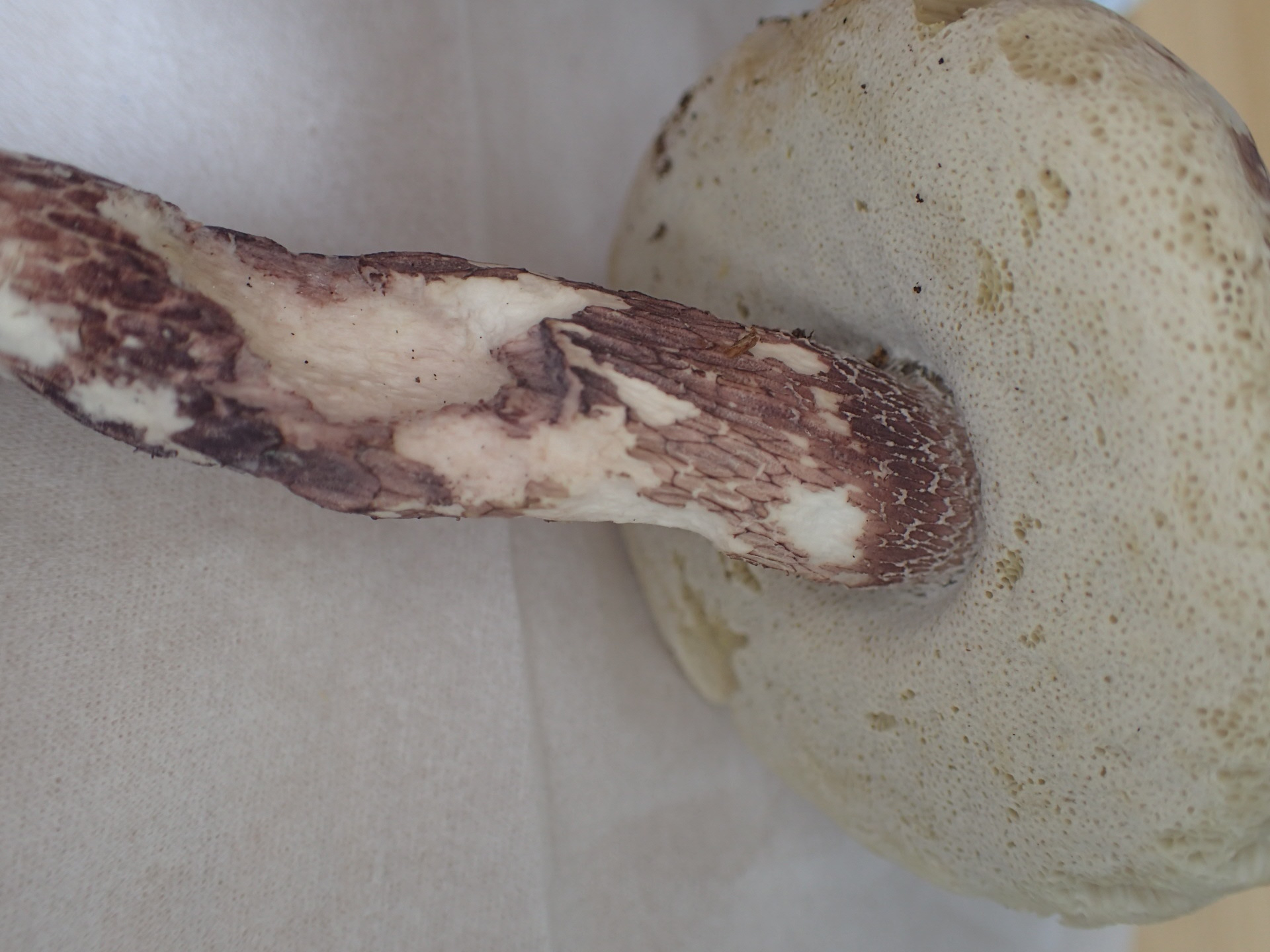
傘裏の管孔面、孔口は小さい
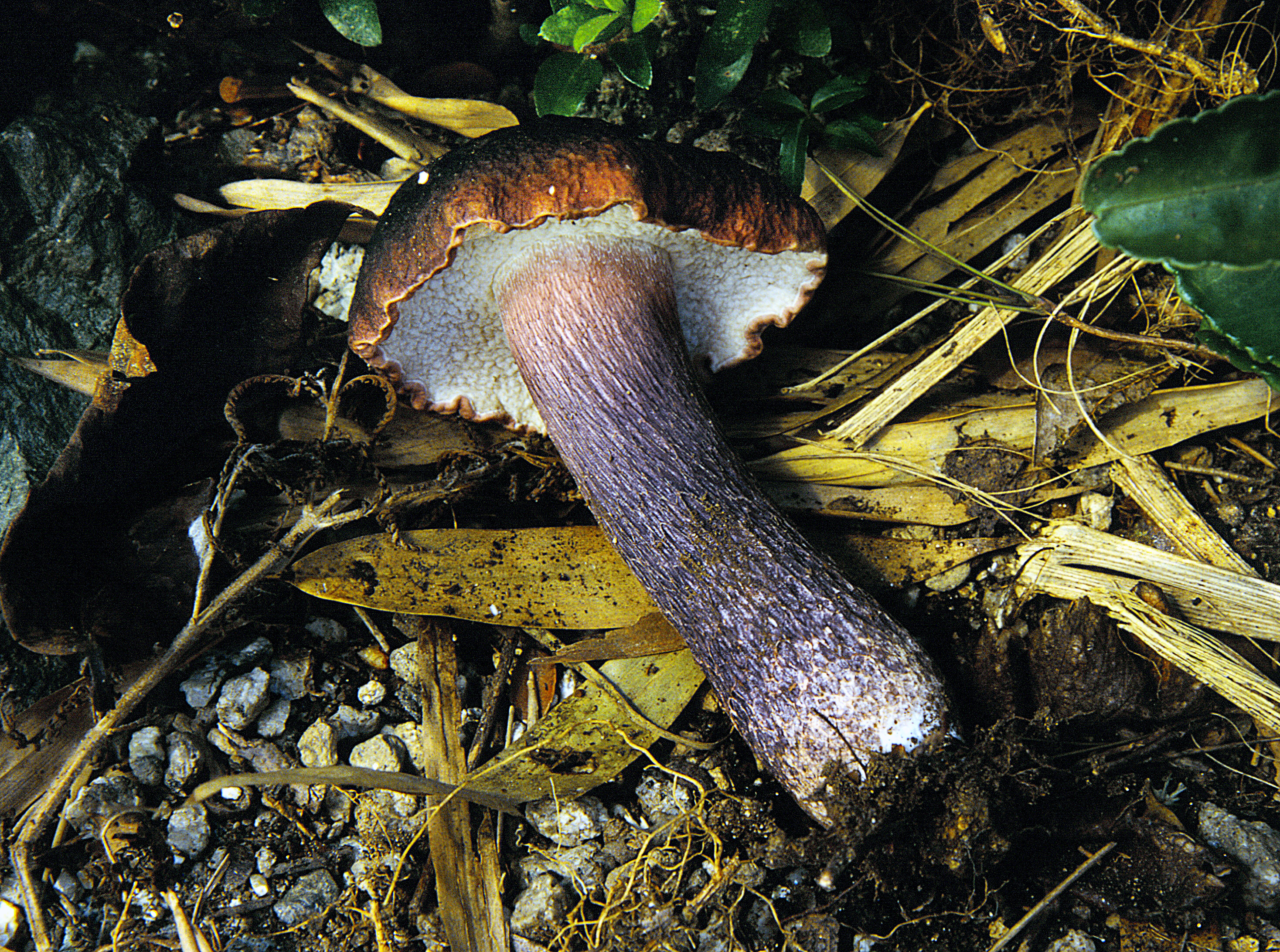
柄は網目模様がある

## 食用
食用になるキノコで、姿形や色合いが美しく、ほんのりとした甘みがあり、風味や口当たりもよいといわれている。肉厚で食べごたえもある。希少性も手伝って、日本ではヤマドリタケモドキよりも上質で珍重される。夏場は生長が早いため、1日経つと食用にたえられない状態になってしまう。独特の色合いなどの見た目から一見食べられそうには見えないが、若い個体はコリコリした食感があり、生長した傘は火を通すと、とろっとして美味である。汁物、炒め物、和え物にするとよく、傘をまるのままタレをつけてグリル焼きにすれば、極めて上品な味わいを楽しめるという。厚い肉をスライスしてバター炒め、ピザのトッピング、パスタ、煮込み料理にも合う。

## 似ているキノコ
イグチ科のイロガワリ（Cyanoboletus pulverulentus）は、広葉樹林から針葉樹林の地上に生えるキノコで、子実体に傷がつくと青変する。同じくイグチ科のアカジコウ（Boletus speciosus）はブナ科の広葉樹林に生え、本種のように柄の全体に網目模様が見られるが、傘の表面に微細毛があるなどの違いが見られる。

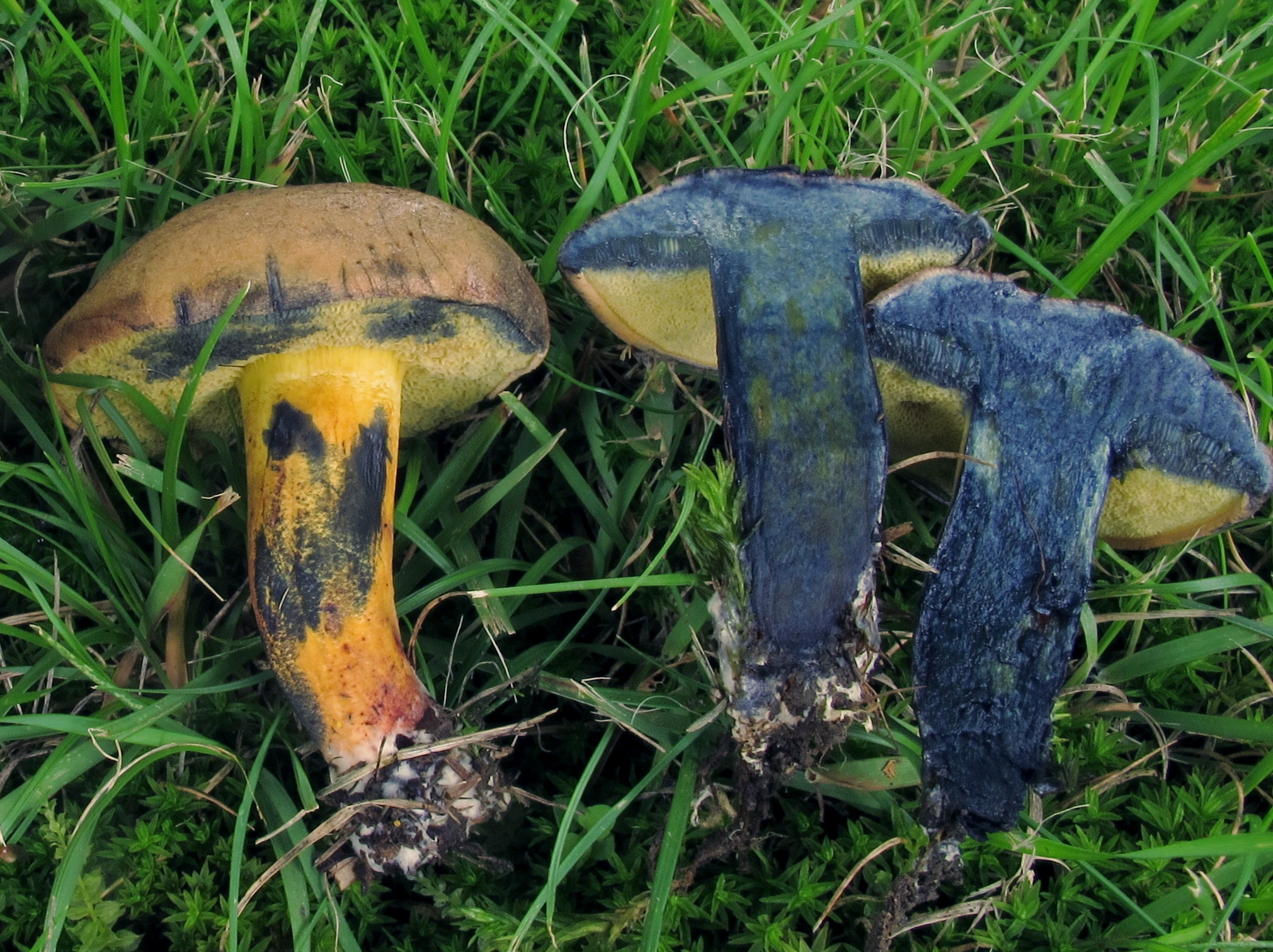
参考：イロガワリ
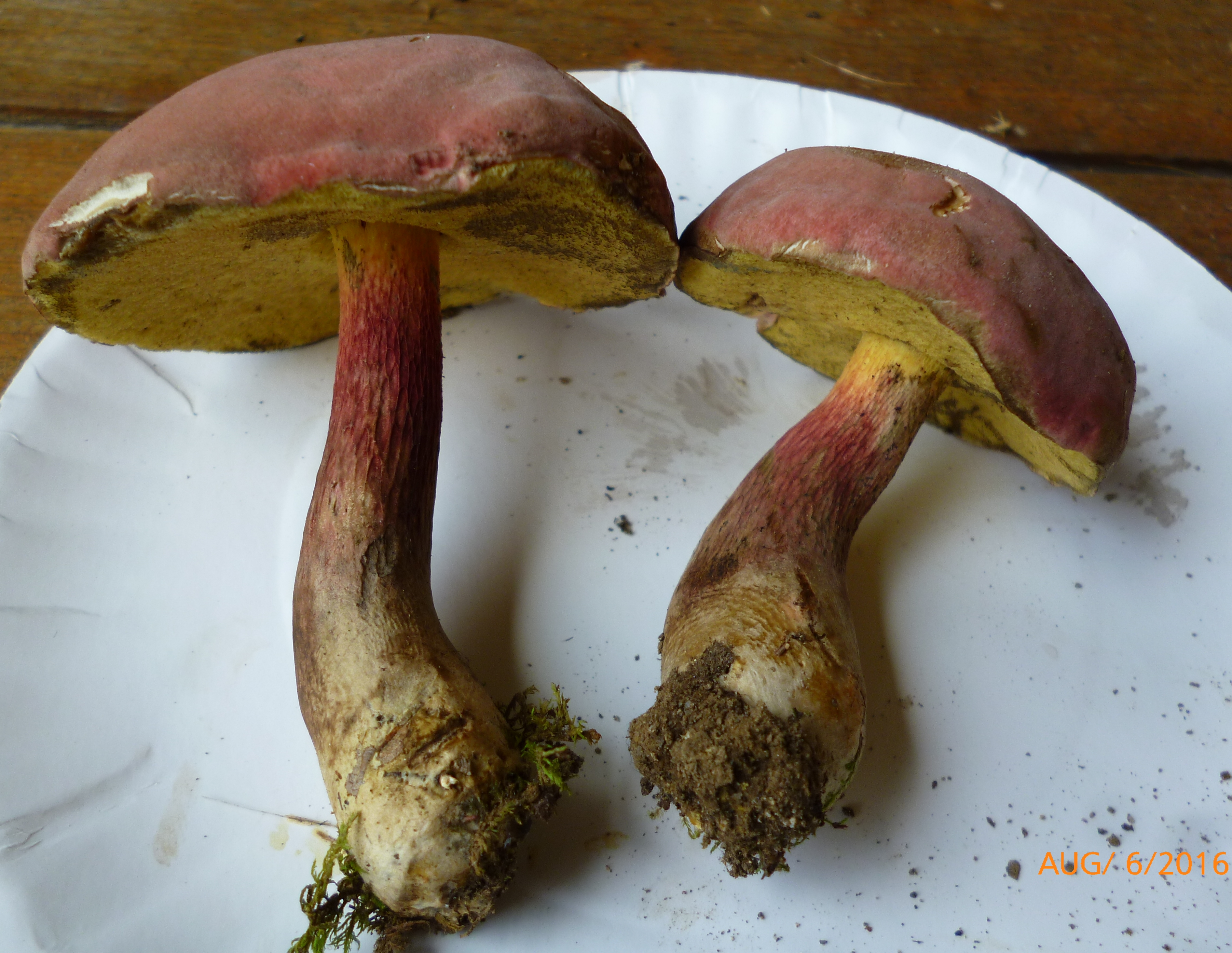
参考：アカジコウ